# Adam Orleton
Adam Orleton, né aux alentours de 1275 et mort le 18 juillet 1345, est un important ecclésiastique anglais, devenu successivement évêque de Hereford, de Worcester et de Winchester. Issu du Herefordshire, il entame des études ecclésiastiques et est rapidement missionné auprès de la papauté en Avignon, où il sert principalement les intérêts du roi Édouard II. Apprécié par le pape Jean XXII, il est nommé évêque de Hereford en 1317, mais poursuit ses ambassades en Avignon ainsi qu'à la cour de France. Il tente également d'essayer de résorber les tensions entre le roi et l'opposition baronniale, mais ne peut empêcher l'éclatement de la guerre civile en 1321.
Après avoir vaincu ses adversaires, Édouard II accuse en 1324 Adam Orleton d'avoir appuyé le soulèvement et de conspirer contre lui. Les médiations proposées par le clergé ne suffisent pas à éteindre la rancune que voue le roi au prélat. En 1326, Orleton soutient la rébellion conduite par Roger Mortimer contre le souverain. L'année suivante, l'évêque de Hereford joue un rôle crucial au sein du Parlement qui prononce la déchéance d'Édouard II. L'accusation propagée ultérieurement par les chroniqueurs et des œuvres de fiction selon laquelle Orleton aurait manigancé l'assassinat de l'ancien souverain ne bénéficie en réalité que de peu de crédit.
Sous le régime de Mortimer, Adam Orleton continue à accomplir ses missions diplomatiques et en est récompensé par sa translation au poste d'évêque de Worcester. Malgré la prise du pouvoir par Édouard III en 1330, il sert continuellement la couronne en France et en Avignon. Désigné évêque de Winchester en 1333, cette nomination le laisse en disgrâce auprès du roi. Le prélat mène par la suite une existence en retrait dans son diocèse, qu'il quitte brièvement en 1341 pour soutenir le roi lors d'une querelle avec certains membres du clergé. Affaibli physiquement et moralement, Adam Orleton meurt en 1345.

## Biographie

### Origines et premières fonctions
Contrairement à ce que l'on pourrait croire, Adam Orleton ne naît pas dans le village d'Orleton, dont il tire son nom, mais dans la ville de Hereford. Plusieurs personnes portant le nom d'Orleton vivent à Hereford à la fin du XIIIe siècle, dont William Orleton, qui devient le maire de la ville. Il est en outre possible que les frères John Trilleck, plus tard évêque d'Hereford, et Thomas Trilleck, plus tard évêque de Rochester, soient tous deux des neveux d'Adam. Adam Orleton étudie vraisemblablement le droit canonique à l'Université d'Oxford et obtient avant 1302 un magistère. En 1305, il dispose du privilège de ne pas avoir besoin d'occuper le poste de recteur de Wotton dans le Buckinghamshire pendant trois ans afin de poursuivre ses études. Avant 1310, il obtient le titre de docteur en droit canonique. Adam aurait supposément été soutenu pendant ses études par Edmond Mortimer, 2e baron Mortimer de Wigmore, mais on ne dispose d'aucune preuve de cette allégation. Ce qui est sûr, en revanche, c'est qu'avant 1302, il appartient à la suite de Robert Lewyse, le chancelier du diocèse de Hereford.
En 1307, l'année de l'avènement du roi Édouard II, Adam Orleton est mentionné pour la première fois comme fonctionnaire au service de la couronne, probablement en tant que diplomate. Cette même année, il appartient à une mission auprès du pape Clément V en Avignon, qui consiste à promouvoir la canonisation de Thomas de Cantiloupe. Peut-être la délégation a-t-elle aussi pour but de persuader le pape de nommer Walter Reynolds évêque de Worcester. Effectivement, en février 1308, Clément V nomme Reynolds évêque de Worcester et, en 1309, Orleton fait partie de l'entourage du prélat. La même année, Adam se rend à nouveau en Avignon pour y obtenir la levée de la sentence d'excommunication prononcée par l'archevêque de Canterbury Robert Winchelsey à l'encontre du favori royal, Pierre Gaveston. En 1311, Orleton reçoit la tâche d'organiser l'hébergement en Avignon de la délégation anglaise pendant le concile de Vienne. La même année, il tente de persuader le pape d'annuler les Ordonnances imposées au roi par la fronde baronniale. À cette même époque, Clément V le nomme aumônier pontifical.
Entre 1312 et 1315, Adam Orleton sert en tant que fonctionnaire du diocèse de Winchester, bien qu'il exerce souvent au même moment d'autres fonctions. En 1313, par exemple, il représente Richard Swinefield, évêque de Hereford, lors d'un synode provincial, et en novembre 1313, il soutient le chevalier Gilbert Middleton, qui doit régler un différend à l'Université d'Oxford entre les professeurs religieux appartenant à l'ordre dominicain et les professeurs séculiers. À partir de 1314, Orleton est le représentant permanent du roi Édouard II auprès de la curie en Avignon. Il doit y entretenir d'étroites relations avec les papes Clément V et Jean XXII,. Effectivement, il continue à négocier avec le pape l'annulation des Ordonnances, mais sans succès, et réussit à prouver la validité des trêves dans la guerre que mène l'Angleterre contre l'Écosse. En mars 1317, Adam soutient une délégation royale qui obtient du pape que le roi Édouard reçoive un prêt sur le produit d'une taxe prélevée en Angleterre pour financer une croisade en Terre sainte.

### Élection à l'évêché de Hereford
Au début de l'année 1317, Adam Orleton n'a reçu que peu de bénéfices pour les nombreux services qu'il a accomplis, contrairement à d'autres membres du clergé. Cette situation résulte peut-être du fait que, à l'inverse entre autres de Walter Reynolds ou de William Melton, il n'entretient pas de relations étroites avec le roi, qui ne presse pas sa candidature pour un quelconque évêché. On sait qu'Orleton n'a reçu à cette période que les rectorats de Wotton dans le diocèse de Worcester et d'Acle dans le diocèse de Norwich, ainsi que des prébendes aux cathédrales de Wells et Hereford. Enfin, le 15 mai 1317, le pape Jean XXII le nomme évêque de Hereford, bien qu'Édouard II ait invité le souverain pontife à nommer son proche Thomas Charlton pour le poste. Ayant l'avantage de se trouver en Avignon auprès du pape, Adam Orleton est ordonné évêque à la curie pontificale dès le 22 mai. Initialement, le roi est mécontent que son envoyé ait été nommé en lieu et place de son candidat. Néanmoins, en juillet 1317, Orleton rencontre Édouard à Nottingham et reçoit du souverain les temporalités de son diocèse. 
Malgré ses activités fréquentes en tant que diplomate et, plus tard, en tant que politicien, Adam Orleton essaie de se montrer, dans la mesure du possible, un administrateur consciencieux, comme en témoignent les registres des documents du diocèse de Hereford. Immédiatement après son arrivée dans son nouveau diocèse, il y entame une visite, qu'il doit pourtant interrompre à cause de son activité diplomatique. Dans une lettre adressée à Thomas Cobham, évêque de Worcester, Orleton se plaint de ne pas avoir trouvé le temps d'informer ses fonctionnaires et ses adjoints, puis demande à Cobham de surveiller ses fonctionnaires pendant son absence. Par ailleurs, Cobham s'occupe aussi de son diocèse pendant ses missions diplomatiques à l'étranger et Orleton lui envoie régulièrement des instructions écrites. Pendant son épiscopat, la tour centrale de Hereford est construite mais rien ne permet de penser qu'il en est le commanditaire. Il est cependant certain qu'Orleton a réformé la scandaleuse abbaye de Wigmore ainsi que le prieuré d'Abergavenny. 
Malgré sa nouvelle charge épiscopale, Adam Orleton continue à mener plusieurs ambassades auprès de la papauté ou en France. Le 25 août 1318, il est missionné auprès du roi de France Philippe V le Long au nom du roi d'Angleterre pour se plaindre des méfaits causés en Aquitaine par des officiers français. L'année suivante, il se rend en Avignon afin de réclamer à nouveau au pape la canonisation de Thomas de Cantiloupe. En mai 1319, l'évêque de Hereford est l'un des ambassadeurs anglais chargés d'accomplir l'hommage par procuration d'Édouard II à Philippe V pour ses possessions en Aquitaine. En février 1320, il retourne en Angleterre avec huit bulles pontificales, dont deux dans lesquelles des condamnations de la curie papale sont prononcées à l'encontre du roi Robert Ier d'Écosse. Le mois suivant, il se rend en France pour négocier la prochaine rencontre entre Édouard II et Philippe V. Le 17 avril, il se trouve en Avignon, lorsque Cantiloupe est canonisé. Sur le chemin du retour, en juin, il rencontre Édouard II et son épouse Isabelle lors de l'hommage rendu au roi de France à Amiens. 

### Rôle au cours de la guerre civile et conflit avec le roi Édouard II
Pendant la période qui suit son élection à l'évêché de Hereford, Adam Orleton se trouve davantage impliqué dans les affaires intérieures de l'Angleterre, en particulier dans le conflit opposant le roi Édouard II à Thomas de Lancastre, 2e comte de Lancastre et chef de l'opposition baronniale. En avril 1318, il figure parmi les six évêques chargés de négocier un projet d'accord entre les deux hommes à Leicester, qui débouche sur le traité de Leake en août. Conformément au traité, le prélat devient membre du conseil permanent chargé d'assister le roi. En mai 1321, de retour de France où il réglait un contentieux au sujet de l'Aquitaine, Orleton assiste à l'éclatement d'une rébellion des seigneurs des Marches galloises contre les abus du favori royal Hugues le Despenser le Jeune. En tant que membre du clergé, il ne peut participer ouvertement à la rébellion, mais il apporte un soutien secret à Roger Mortimer, 3e baron Mortimer de Wigmore, avec lequel il reste en contact, en l'autorisant à lever des troupes dans son diocèse. Le 14 août, pour mettre fin au conflit, il persuade avec d'autres prélats et barons Édouard II d'exiler son favori.
Après la riposte militaire du roi contre les rebelles lors du siège de Leeds en octobre 1321, Adam Orleton semble être entré en contact avec le rebelle Humphrey de Bohun, 4e comte de Hereford. Ayant fait approuver par plusieurs prélats le retour de son favori lors d'un synode le 1er décembre, Édouard II se dirige vers les Marches pour y écraser les rebelles. Il obtient à Shrewsbury le 22 janvier 1322 la reddition de Roger Mortimer. Séjournant à Hereford, il accuse Orleton de soutenir les insurgés et part chasser avec son demi-frère Edmond de Woodstock, 1er comte de Kent, dans les domaines de l'évêque. Après avoir anéanti le reste des rebelles à la bataille de Boroughbridge et fait exécuter ses adversaires (dont Thomas de Lancastre) en mars, le roi demande au pape de suspendre et de transférer en dehors de son royaume John Droxford, évêque de Bath et Wells, et Henry Burghersh, évêque de Lincoln, accusés d'avoir soutenu les rebelles. Adam Orleton n'est quant à lui pas accusé de trahison, mais il est contraint d'assister au Parlement tenu à York en mai 1322 et ses relations avec Édouard II restent tendues.
La situation change en août 1323, lorsque Roger Mortimer s'échappe de la tour de Londres, où il était enfermé depuis sa capitulation. Furieux, le roi fait enquêter sur la participation d'Orleton à la rébellion de 1322 et, en février 1324, l'évêque est accusé devant le Parlement d'avoir appuyé l'insurrection et d'avoir arrangé l'évasion de Mortimer. Orleton contredit les accusations royales et déclare qu'en tant qu'évêque, il n'est pas soumis à la juridiction royale mais à celle de l'Église. Fou de rage, le roi ordonne qu'il soit remis à la garde de l'archevêque Walter Reynolds. À Hereford, le roi fait enquêter sur les accusations qu'il a formulées à l'encontre du prélat par un jury d'opposants déclarés à Orleton. Une tentative de médiation d'Henri de Lancastre, 3e comte de Leicester, échoue et Édouard II ordonne en mars 1324 la confiscation des temporalités de l'évêque. Malgré son insistance à faire condamner Orleton par un tribunal ecclésiastique, le roi doit relâcher le prélat face au vif soutien du clergé en sa faveur mais laisse mettre à sac ses biens en octobre 1325. Adam Orleton vit ainsi dans une certaine pauvreté jusqu'à la chute du roi.

### Participation à la chute d'Édouard II
Le 24 septembre 1326, la reine Isabelle et son allié Roger Mortimer, qui ont levé quelques troupes sur le continent, débarquent en Angleterre afin d'y renverser le régime oppressif d'Édouard II et de la famille Despenser. Adam Orleton et Henry Burghersh sont les premiers prélats à rejoindre les insurgés. Isabelle atteint Oxford le 2 octobre, où elle est accueillie en « salvatrice ». Orleton la rejoint pour donner une conférence à l'Université sur les méfaits du roi et de son favori. L'évêque accuse le roi d'être un « sodomite », afin de discréditer son régime. Il reviendra cependant sur ses déclarations quelques années plus tard en affirmant avoir lancé cette accusation à Hugues le Despenser. Il est possible que les accusations d'Orleton aient été fausses et seulement motivées par des desseins politiques, tout comme celles intentées contre le pape Boniface VIII en 1303 et les Templiers en 1307 par le roi de France Philippe IV le Bel. Capturé le 16 novembre, Édouard II est contraint de remettre dès le 20 novembre à l'évêque de Hereford le Grand sceau, qui est rapidement donné à la reine Isabelle. 
Le 7 janvier 1327, le Parlement convoqué un mois plus tôt par la reine s'ouvre pour discuter du sort du roi. Adam Orleton se fait remarquer au Parlement le 12 janvier en prononçant un discours enflammé contre l'incapacité du roi à gouverner efficacement. Il demande à l'assemblée quel roi elle désire avoir : Édouard II ou son fils Édouard. Il ne semble pas qu'il y ait eu de hâte pour déposer le roi, ce qui pousse Orleton à suspendre la procédure jusqu'au lendemain afin de permettre aux seigneurs du royaume de réfléchir sur le sujet. Le 20 janvier, Édouard II, incarcéré au château de Kenilworth, reçoit une délégation placé sous le commandement d'Adam Orleton et se voit alors informer de la décision du Parlement. Le roi, regrettant que son peuple haïsse tant son règne, accepte d'abdiquer en faveur de son fils, qui est proclamé roi le 25 janvier. Afin de fournir une explication aux barons au fait que la reine Isabelle ne tente rien pour rejoindre son époux dans sa retraite, Orleton explique au Parlement que le roi déchu a menacé de la tuer si jamais elle venait à lui. 
Selon certaines théories, Adam Orleton aurait été le complice de Roger Mortimer dans le meurtre d'Édouard II, afin d'empêcher sa restauration sur le trône. L'assassinat du roi déchu aurait été préparé de telle façon qu'on ne puisse en accuser formellement les commanditaires. Une lettre aurait été envoyée au château de Berkeley, où Édouard II est emprisonné jusqu'à sa mort le 21 septembre 1327, rédigée dans la formule latine « Eduardum occidere nolite timere bonum est », qui peut être traduite de deux façons totalement opposées, soit par « Ne craignez pas de tuer Édouard, c'est une bonne chose », soit par « Tuer Édouard est une chose à craindre », selon que l'on place la virgule avant ou après timere. Orleton aurait été complice de Mortimer en échange de l'évêché de Worcester, qui lui est accordé le 25 septembre 1327, quatre jours après la mort du roi déchu. Cette accusation semble dénuée de fondements, puisque Orleton se trouve à ce moment-là en Avignon auprès du pape pour y recevoir justement son accord pour l'obtention de l'évêché. Par ailleurs, les adversaires d'Orleton ne l'ont jamais accusé d'un tel acte.

### Carrière ultérieure sous Édouard III
Après l'avènement au trône d'Édouard III, Adam Orleton détient brièvement le poste de Lord grand trésorier du 28 janvier au 13 mars 1327. Il assiste au couronnement du nouveau roi le 1er février et entre au conseil de régence. Il reçoit en février 1327 la garde de l'ecclésiastique Robert Baldock, mis aux arrêts pour sa participation au régime des Despenser. Cependant, une foule de Londoniens envahit le bâtiment où est enfermé Baldock et le moleste gravement avant de le jeter à la prison de Newgate où Baldock succombe peu après à ses blessures. Au printemps 1327, Orleton est commissionné en Hainaut pour aller demander au nom du jeune roi la main de Philippa, fille du comte Guillaume Ier. Voyageant en Avignon, il est nommé par le pape Jean XXII évêque de Worcester le 25 septembre 1327, ce qui va à l'encontre du souhait d'Isabelle et de Mortimer, qui soutiennent Wulstan Bransford. À son retour en Angleterre au mois suivant, Orleton subit une semi-disgrâce. Pourtant, après s'être expliqué devant le Parlement, il reçoit l'autorisation de percevoir les revenus assignés à son nouvel évêché le 5 mars 1328. 
L'évêque de Worcester semble bénéficier à nouveau de la confiance des régents puisqu'il est envoyé avec Roger Northburgh, évêque de Lichfield, par le conseil en France le 16 mai suivant afin de défendre les droits d'Édouard III sur la couronne de France, vacante depuis la mort de Charles IV le Bel, frère d'Isabelle. Cette revendication est rejetée du revers de la main par la noblesse française et Philippe VI de Valois est rapidement sacré comme successeur de Charles IV. À son retour en Angleterre, Orleton est intronisé évêque de Worcester le 19 juin 1328. Il retourne en France en janvier et avril 1330 auprès de Philippe VI afin de négocier les mariages respectifs d'Aliénor et de Jean, sœur et frère d'Édouard III, avec Jean et Marie, fils et fille de Philippe. Malgré l'exécution de Roger Mortimer le 29 novembre 1330, le prélat conserve la confiance d'Édouard III. Ainsi, en mars 1331, il promet au roi de France l'hommage imminent du roi d'Angleterre pour ses possessions en Aquitaine. Puis, en novembre 1332, il négocie avec Philippe VI une croisade commune avec Édouard III, initiative qui échoue en définitive. 
Le 1er décembre 1333, Orleton est nommé par Jean XXII évêque de Winchester. Cette nomination suscite le mécontentement d'Édouard III, qui refuse de lui accorder ses temporalités jusqu'au 23 septembre 1334 et l'accuse d'avoir faussement accusé Édouard II de sodomie en 1326, de l'avoir contraint à abdiquer, d'avoir empêché la reine Isabelle de le rejoindre et d'avoir maltraité Robert Baldock. L'évêque de Winchester répond à ces accusations en rédigeant son propre plaidoyer, intitulé Responsiones Adæ quondam Wigorniensis episcopi. La colère du roi retombe progressivement puisque le 21 juillet 1336, Orleton est chargé de préparer une potentielle croisade en Terre sainte avec Philippe VI et de négocier avec le roi David II d'Écosse. En 1341, il sort de sa retraite pour soutenir le roi dans sa querelle avec l'archevêque de Canterbury Jean de Stratford. Bien qu'Adam nie avoir rédigé les accusations du roi contre Stratford, ce dernier l'inculpe devant le Parlement pour diffamation. À la suite de cette humiliation, Adam Orleton se retire définitivement des affaires du royaume et, devenu aveugle, s'éteint le 18 juillet 1345.

## Postérité
L'historien Ian Mortimer commente ainsi le rôle d'Adam Orleton en 1327 : « L'évêque Adam, prudent, sans scrupule, mais à la fois vigoureux et exceptionnellement capable, a joué un grand rôle dans la politique à la fin de la vie du malheureux roi [Édouard II]. Certains historiens croient encore qu'il a recommandé le meurtre [d'Édouard II]. Il a certainement soutenu la déposition au Parlement et s'est rendu à Kenilworth en tant que l'un des commissaires pour forcer l'abdication du roi. S'il a été intéressé par la politique laïque, il n'était pas moins vigilant et attentif dans les affaires de son évêché et de la cathédrale [de Hereford]. » Cette analyse remet en cause les dires des chroniques contemporaines et d'autres historiens, à l'instar de T. F. Tout, selon lesquels Orleton aurait été davantage soucieux de la situation politique et de son pouvoir que des intérêts de ses diocèses. Même s'il est avec Jean de Stratford l'un des deux prélats qui ont joué un rôle déterminant dans la déposition d'Édouard II en 1327, Adam Orleton ne semble avoir été actif politiquement qu'en 1326-1327 et en 1341. 
Le chroniqueur du XIVe siècle Thomas de la Moore décrit Orleton comme un homme incroyablement rusé, très prudent, téméraire et sans scrupule. Il le considère comme celui qui a su raviver la résistance contre Hugues le Despenser après le triomphe d'Édouard II à Boroughbridge en 1322. Il remarque par ailleurs qu'il est l'un des rares évêques anglais à avoir exercé dans trois diocèses et le résume ainsi dans ces vers latins : « Trinus est Adam, Talem suspendere vadam. Thomam despexit, Wlstanum non bene rexit, Swithunum maluit. Cur ? Quia plus valuit. » Dans le drame Édouard II de Christopher Marlowe, paru en 1594, Orleton est dépeint comme l'instigateur du meurtre d'Édouard II, son implication dans son assassinat étant prouvée par le biais de la lettre en latin. La thèse de la lettre est reprise par l'écrivain Maurice Druon, dans le cinquième tome des Rois maudits, intitulé La Louve de France et paru en 1959. Adam Orleton est incarné par Jean Lanier dans l'adaptation télévisée de 1972 et par Serge Maillat dans celle de 2005.